# Абдель Ламанж
Абдель Ламанж (фр. Abdel Lamanje, нар. 27 липня 1990, Дуала) — французький футболіст камерунського походження, захисник казахстанського клубу «Шахтар» (Караганда).

## Ігрова кар'єра
Народився 27 липня 1990 року в місті Дуала, Камерун, звідки в трирічному віці переїхав у французький Авіньйон. Футболом почав займатися в шестирічному віці у футбольній школі міста Авіньйон. Потім переїхав до школи «Страсбурга», де займався протягом чотирьох сезонів, а з 2008 року опинився у структурі «Гренобля».

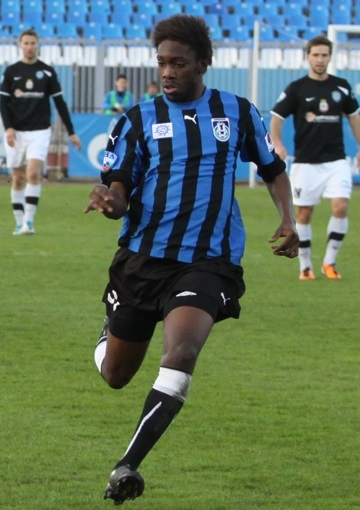
Абдель Ламанж під час виступів за «Шинник». 2012 рік.

Дорослу футбольну кар'єру розпочав 2010 року в основній команді того ж клубу, в якій провів у сезоні 2010/11 три матчі Ліги 2, але «Гренобль» посів останнє 20 місце і понизився у класі, після чого Абдель покинув команду.
Влітку 2011 року Ламанж перейшов у російський «Шинник», підписавши дворічну угоду. Відіграв за ярославську команду наступні два сезони своєї ігрової кар'єри у першості ФНЛ, другому за рівнем дивізіоні країни. Більшість часу, проведеного у складі ярославського «Шинника», був основним гравцем захисту команди.
У сезоні 2013/14 Ламанж виступав за інший клуб російського другого дивізіону «Ротор», який по завершенні сезону через фінансові проблеми знявся з турніру, а француз повернувся у «Шинник».
У січні 2016 року уклав однорічний контракт з казахстанским клубом «Атирау», а через рік перейшов до кизилординського «Кайсара», у складі якого провів наступні три роки своєї кар'єри гравця. Граючи у складі «Кайсара» також здебільшого виходив на поле в основному складі команди і виграв Кубок Казахстану 2019 року.
24 січня 2020 року Ламанж став гравцем іншого місцевого клубу «Шахтар» (Караганда) і допоміг команді завоювати путівку в Лігу конференцій, увійшов до трійки футболістів «Шахтаря», які провели найбільшу кількість часу в складі карагандинської команди в казахстанській Прем'єр-Лізі-2020 — 1520 хвилин. Всього за «гірників» у турнірі француз зіграв 17 матчів, відзначився 2 голами і записав на свій рахунок 2 гольові передачі.
У лютому 2021 року Абдель перейшов у румунську «Астру» (Джурджу), де не зумів закріпитись і 15 липня 2021 року повернувся до карагандинського «Шахтаря».

## Досягнення
- Володар Кубка Казахстану: 2019